# Discografie van Jack $hirak
De volgende lijst is een discografie van producties door Jack $hirak, een Nederlands muziekproducent en artiest. $hirak brak door bij het grote publiek na de meerderheid van het compilatiealbum New Wave (2015) te produceren, waaronder "Drank en Drugs" van Lil' Kleine en Ronnie Flex, dat de nummer 1-positie in de Nederlandse Top 40 behaalde. In de volgende jaren heeft $hirak bijgedragen aan meer dan 100 projecten van Nederlandstalige hip-hop -en popartiesten als Ali B, Boef en Broederliefde, waarbij een toegevoegde 10 singles de hoogste positie in de hitparade behaalden. Ook produceerde hij voor buitenlandse artiesten als Not3s, Niska en Remoe. 

## Albums
| Titel                               | Album details                                                                   | Piek hitlijsten | Piek hitlijsten | Piek hitlijsten | Piek hitlijsten |
| Titel                               | Album details                                                                   | NL              | NL              | BE              | BE              |
| Titel                               | Album details                                                                   | 100             | weken           | 200             | weken           |
| ----------------------------------- | ------------------------------------------------------------------------------- | --------------- | --------------- | --------------- | --------------- |
| Go Go Club Volume 1 (met Bokoesam)  | - Uitgave: 27 maart 2020 - Label: Maison $hirak, Top Notch - Drager: digitaal   | 83              | 1               | —               | —               |
| Talou                               | - Uitgave: 5 november 2021 - Label: Maison $hirak, Top Notch - Drager: digitaal | 4               | 24              | 42              | 4               |
| Love Doesn't Exist (met Cristian D) | - Uitgave: 7 juni 2024 - Label: Maison $hirak - Drager: digitaal                | 3               | 20              | —               | —               |

## Compilatiealbums
| Titel    | Album details                                                      | Piek hitlijsten | Piek hitlijsten | Piek hitlijsten | Piek hitlijsten | Onderscheiding |
| Titel    | Album details                                                      | NL              | NL              | BE              | BE              | Onderscheiding |
| Titel    | Album details                                                      | 100             | weken           | 200             | weken           | Onderscheiding |
| -------- | ------------------------------------------------------------------ | --------------- | --------------- | --------------- | --------------- | -------------- |
| New Wave | - Uitgave: 10 april 2015 - Label: Top Notch - Drager: CD, digitaal | 11              | 128             | 92              | 57              | NVPI: Platina  |

## Singles
| Titel                                                                     | Jaar | Piek hitlijsten | Piek hitlijsten | Piek hitlijsten | Onderscheiding    | Album               |
| Titel                                                                     | Jaar | NL              | NL              | BE              | Onderscheiding    | Album               |
| Titel                                                                     | Jaar | 40              | 100             | 50              | Onderscheiding    | Album               |
| ------------------------------------------------------------------------- | ---- | --------------- | --------------- | --------------- | ----------------- | ------------------- |
| "DJ" (met Maan)                                                           | 2016 | tip19           | —               | —               |                   | Non-album single    |
| "Tonight" (met Bokoesam)                                                  | 2016 | —               | —               | —               |                   | Non-album single    |
| "BENG" (met SBMG)                                                         | 2018 | —               | 20              | —               | NVPI: Goud        | Non-album single    |
| "De rekening" (met Kid de Blits en Mr. Polska)                            | 2018 | —               | —               | —               |                   | Non-album single    |
| "DM'S" (met Adje, 3robi en Josylvio)                                      | 2018 | —               | 44              | —               |                   | Non-album single    |
| "Miljonair" (met SBMG, Lil' Kleine, Boef en Ronnie Flex)                  | 2018 | 6               | 1               | 25              | NVPI: 2x Platinum | Non-album single    |
| "Maria" (met Bizzey en Ronnie Flex)                                       | 2018 | tip3            | 10              | tip             |                   | Non-album single    |
| "My Money" (met Bokoesam, Bizzey en Dopebwoy)                             | 2018 | —               | 36              | tip             | NVPI: Goud        | Non-album single    |
| "Jacin" (met Jacin Trill)                                                 | 2018 | —               | 62              | tip             |                   | Jacin               |
| "Niet meer leven" (met Jacin Trill)                                       | 2018 | —               | 82              | —               |                   | Jacin               |
| "Fils de pute" (met Mula B)                                               | 2018 | —               | 83              | —               |                   | Non-album single    |
| "Resistance" (met The Boy Next Door en Kevin Lyttle)                      | 2018 | —               | —               | —               |                   | Non-album single    |
| "Smalltalk" (met Remoe)                                                   | 2019 | —               | —               | —               |                   | Smalltalk           |
| "Amor" (met Djaga Djaga en Jonna Fraser)                                  | 2019 | —               | 35              | —               |                   | Chakutu             |
| "Laat" (met Bokoesam)                                                     | 2020 | —               | —               | —               |                   | Go Go Club Volume 1 |
| "Bumpa 2 Bumpa" (met Bokoesam)                                            | 2020 | —               | —               | —               |                   | Go Go Club Volume 1 |
| "Boring Girl" (met Bokoesam)                                              | 2020 | —               | —               | —               |                   | Go Go Club Volume 1 |
| "Corona" (met Qlas en Blacka)                                             | 2020 | —               | 94              | —               |                   | Non-album single    |
| "Spiritual" (met Henkie T, ADF Samski en Boef)                            | 2020 | —               | 21              | tip             |                   | Talou               |
| "Allemaal zo zijn" (met Kevin en Lijpe)                                   | 2020 | —               | 38              | —               |                   | Talou               |
| "Uhuh" (met Ronnie Flex, Yssi SB en Lil' Kleine)                          | 2021 | 11              | 1               | 25              |                   | Talou               |
| "Done done" (met Jonna Fraser en Lil' Kleine)                             | 2021 | tip18           | 17              | —               |                   | Talou               |
| "Multi multi" (met Frenna en Mula B)                                      | 2021 | —               | 43              | —               |                   | Talou               |
| "Push It" (met Bilal Wahib en Boef)                                       | 2021 | —               | 53              | —               |                   | Non-album single    |
| "Oase" (met Idaly, KA en Willem)                                          | 2021 | —               | 40              | —               |                   | Non-album single    |
| "Amsterdam" (met Cristian D, Brysa en Ashafar)                            | 2022 | 18              | 1               | 29              |                   | Non-album single    |
| "Als je bij me blijft" (met Cristian D, Bilal Wahib, Ronnie Flex en Boef) | 2022 | tip6            | 2               | 42              |                   | Non-album single    |
| "Baddie" (met Cristian D, Ronnie Flex, KM en Emms)                        | 2023 | tip8            | 14              | —               |                   | Non-album single    |
| "Bankoe bitches" (met Cristian D, Lusho, Yssi SB)                         | 2023 | —               | 65              | —               |                   | Non-album single    |
| "Pornstar martini" (met Cristian D, Lil' Kleine en Boef)                  | 2023 | 19              | 1               | 45              |                   | Non-album single    |
| "AMG" (met Josylvio en Boef)                                              | 2023 | tip16           | 6               | —               |                   | Non-album single    |

## Gastbijdrages
| Titel                              | Jaar | Andere artiest(en)       | Album                 |
| ---------------------------------- | ---- | ------------------------ | --------------------- |
| "Zeg Dat Niet - Jack $hirak Remix" | 2016 | Lil' Kleine, Ronnie Flex | WOP!                  |
| "Vreemde Vogel"                    | 2016 | Jebroer, Glen Faria      | ELF11                 |
| "Instagram"                        | 2018 | Jacin Trill              | Jacin                 |
| "Palm Angels"                      | 2018 | Jacin Trill, Ronnie Flex | Jacin                 |
| "Count It"                         | 2018 | Bhad Bhabie              | 15                    |
| "Amor"                             | 2018 | Jonna Fraser, Frenna     | Lion                  |
| "Bruk Down"                        | 2019 | Bokoesam                 | Nachtvlinder (Deluxe) |

## Geproduceerde singles
| Titel                                                                            | Jaar | Piekpositie hitlijsten | Piekpositie hitlijsten | Piekpositie hitlijsten | Piekpositie hitlijsten | Piekpositie hitlijsten | Onderscheidingen             | Album                         |
| Titel                                                                            | Jaar | NL                     | NL                     | BE                     | FRA                    | AUT                    | Onderscheidingen             | Album                         |
| Titel                                                                            | Jaar | 100                    | 40                     | 50                     | 100                    | 100                    | Onderscheidingen             | Album                         |
| -------------------------------------------------------------------------------- | ---- | ---------------------- | ---------------------- | ---------------------- | ---------------------- | ---------------------- | ---------------------------- | ----------------------------- |
| "Dat Doen We Niet Meer" (Murda met Cartiez, Ronnie Flex en Jiggy Djé)            | 2014 | —                      | —                      | —                      | —                      | —                      |                              | Goeie Dingen EP               |
| "Liegen Voor De Rechter " (Lil' Kleine, Ronnie Flex en Jonna Fraser)             | 2015 | —                      | —                      | —                      | —                      | —                      | NVPI: Goud                   | New Wave                      |
| "Nigga Als Ik" (Ronnie Flex en SFB)                                              | 2015 | 58                     | —                      | —                      | —                      | —                      | NVPI: Platina                | New Wave                      |
| "Drank & Drugs" (Lil' kleine en Ronnie Flex)                                     | 2015 | 1                      | 1                      | 3                      | —                      | —                      | NVPI: 5x Platina BE: Goud    | New Wave                      |
| "No Go Zone" (Bokoesam, Def Major, Idaly, Jandro, Lil' Kleine en Ronnie Flex)    | 2015 | 38                     | —                      | —                      | —                      | —                      | NVPI: 2x Platina             | New Wave                      |
| "Investeren in de liefde" (Lil' Kleine, Ronnie Flex, SFB en Bokoesam)            | 2015 | 22                     | —                      | —                      | —                      | —                      | NVPI: 3x Platina             | New Wave                      |
| "Zeg dat niet" (Lil' Kleine en Ronnie Flex)                                      | 2015 | 34                     | 37                     | tip94                  | —                      | —                      | NVPI: 2x Platina             | New Wave                      |
| "Vallen In De Club" (Ronnie Flex, Jandro, Cartiez en Lijpe)                      | 2015 | 93                     | —                      | —                      | —                      | —                      | NVPI: Platina                | New Wave                      |
| "Dom Dom Dom" (Lil' kleine, Bokoesam en Cartiez)                                 | 2015 | 98                     | —                      | —                      | —                      | —                      | NVPI: Goud                   | New Wave                      |
| "Hoog/Laag" (Ronnie Flex, Idaly, Jonna Fraser, Lil' Kleine en Ronnie Flex)       | 2015 | 67                     | —                      | —                      | —                      | —                      | NVPI: Platina                | New Wave                      |
| "Langste sms" (Frenna)                                                           | 2015 | 78                     | —                      | —                      | —                      | —                      | NVPI: Goud                   | New Wave                      |
| "Haasten" (Nega met Bokoesam en Alexaduhr)                                       | 2015 | —                      | —                      | —                      | —                      | —                      |                              | Non-album single              |
| "Ik Zag Je Staan" (Jonna Fraser, Ronnie Flex en Idaly)                           | 2015 | 82                     | —                      | —                      | —                      | —                      | NVPI: Goud                   | Alle Tijd EP                  |
| "Moeilijke Tijd/Blijf Bezig" (Lijpe)                                             | 2015 | —                      | —                      | —                      | —                      | —                      |                              | Levensles                     |
| "Don't Need Much" (Travis Mills)                                                 | 2015 | —                      | —                      | —                      | —                      | —                      |                              | Non-album single              |
| "Niet omdat het moet" (Lil' Kleine met Ronnie Flex)                              | 2016 | 1                      | 3                      | 38                     | —                      | —                      | NVPI: 3x Platina             | WOP!                          |
| "Goud" (Lil' Kleine)                                                             | 2016 | 20                     | —                      | —                      | —                      | —                      | NVPI: Goud                   | WOP!                          |
| "1, 2, 3" (Lil' Kleine met Ronnie Flex)                                          | 2016 | 3                      | 5                      | tip30                  | —                      | —                      | NVPI: 2x Platina             | WOP!                          |
| "Ride It" (Maan)                                                                 | 2016 | 58                     | 28                     | —                      | —                      | —                      |                              | Non-album single              |
| "Jungle" (Broederliefde)                                                         | 2016 | 4                      | —                      | —                      | —                      | —                      | NVPI: 3x Platina             | Hard Work Pays Off 2          |
| "Ik Beloof Je" (Bollebof)                                                        | 2016 | —                      | —                      | —                      | —                      | —                      |                              | Non-album single              |
| "DJ" (Maan en $hirak)                                                            | 2016 | —                      | —                      | —                      | —                      | —                      |                              | Non-album single              |
| "Niet van mij alleen" (Mafe met Boef)                                            | 2016 | 69                     | —                      | —                      | —                      | —                      | NVPI: Goud                   | Non-album single              |
| "Vakantie" (Lil' Kleine)                                                         | 2016 | 12                     | 32                     | tip15                  | —                      | —                      | NVPI: Platina                | Non-album single              |
| "De Jeugd" (Def Major met Henkie T, Bokoesam en Jonna Fraser)                    | 2016 | —                      | —                      | —                      | —                      | —                      |                              | De Jeugd EP                   |
| "Altijd Hier" (Def Major)                                                        | 2016 | —                      | —                      | —                      | —                      | —                      |                              | De Jeugd EP                   |
| "Stoff und Schnaps" (Lil' Kleine en Ronnie Flex)                                 | 2016 | —                      | —                      | —                      | —                      | —                      |                              | Non-album single              |
| "Tonight" ($hirak en Bokoesam)                                                   | 2016 | —                      | —                      | —                      | —                      | —                      |                              | Non-album single              |
| "Lekker Lekker" (Bizzey met Jonna Fraser)                                        | 2016 | —                      | —                      | —                      | —                      | —                      | NVPI: Goud                   | Non-album single              |
| "Ff Nieuwe Sannie Halen" (Lil' Kleine en Mula B)                                 | 2016 | 75                     | —                      | —                      | —                      | —                      |                              | Non-album single              |
| "Gekke kleine jongen" (Ali B met Glen Faria)                                     | 2016 | 84                     | —                      | —                      | —                      | —                      |                              | Een klein Beetje Geluk        |
| "Een Klein Beetje Geluk" (Ali B met Sevn Alias en Boef)                          | 2016 | 58                     | —                      | —                      | —                      | —                      | NVPI: Goud                   | Een klein Beetje Geluk        |
| "Mensen Redden" (Ali B met Lijpe en Kenny B)                                     | 2016 | —                      | —                      | —                      | —                      | —                      |                              | Een klein Beetje Geluk        |
| "Douane" (Ali B met Adje, Josylvio en Sevn Alias)                                | 2016 | 88                     | —                      | —                      | —                      | —                      |                              | Een klein Beetje Geluk        |
| "Waarheid op straat" (Ali B met Glen Faria)                                      | 2016 | —                      | —                      | —                      | —                      | —                      |                              | Een klein Beetje Geluk        |
| "Dat Is Money" (Ali B met Ronnie Flex)                                           | 2016 | 40                     | —                      | —                      | —                      | —                      | NVPI: Patina                 | Een klein Beetje Geluk        |
| "Glimp van de duivel" (Ali B met Nielson)                                        | 2016 | 32                     | —                      | —                      | —                      | —                      | NVPI: Platina                | Een klein Beetje Geluk        |
| "1,2,3 - Auf Deutsch!" (Lil' Kleine en Ronnie Flex)                              | 2016 | —                      | —                      | —                      | —                      | 65                     |                              | Non-album single              |
| "Adios Amigo" (Kid de Blits met Def Major)                                       | 2016 | —                      | —                      | —                      | —                      | —                      |                              | Safehouse EP                  |
| "Vliegtuigmodus" (Kid de Blits)                                                  | 2016 | —                      | —                      | —                      | —                      | —                      |                              | Safehouse EP                  |
| "Bijna" (Hef met Lil' Kleine)                                                    | 2016 | 69                     | —                      | —                      | —                      | —                      |                              | Ruman                         |
| "Slay" (ÂDÏKA)                                                                   | 2017 | —                      | —                      | —                      | —                      | —                      |                              | Eighteen EP                   |
| "Zoveel Leven" (Bokoesam)                                                        | 2017 | —                      | —                      | —                      | —                      | —                      |                              | Solo                          |
| "If I Had Your Love" (Sophia Ayana)                                              | 2017 | —                      | —                      | —                      | —                      | —                      |                              | Non-album single              |
| "Daily" (Vinchenzo)                                                              | 2017 | 70                     | —                      | —                      | —                      | —                      | NVPI: Goud                   | Non-album single              |
| "Alleen" (Lil' Kleine)                                                           | 2017 | 2                      | 5                      | 12                     | —                      | —                      | NVPI: 4x Platina BE: Platina | Alleen                        |
| "Kleine Jongen" (Lil' Kleine)                                                    | 2017 | 14                     | —                      | tip40                  | —                      | —                      | NVPI: Platina                | Alleen                        |
| "Krantenwijk" (Lil' Kleine en Boef)                                              | 2017 | 1                      | 4                      | 4                      | —                      | —                      | NVPI: 7x Platina BE: Platina | Alleen                        |
| "Loterij" (Lil' Kleine en Ronnie Flex)                                           | 2017 | 2                      | 15                     | 29                     | —                      | —                      | NVPI: 2x Platina BE: Goud    | Alleen                        |
| "Hyena" (Mula B en Lijpe)                                                        | 2017 | 50                     | —                      | —                      | —                      | —                      | NVPI: Goud                   | Non-album single              |
| "Omhoog/Away" (Bokoesam en Emms)                                                 | 2017 | 60                     | —                      | —                      | —                      | —                      |                              | Non-album single              |
| "Zina" (Soufiane Eddyani)                                                        | 2017 | 18                     | —                      | tip11                  | —                      | —                      | NVPI: Goud                   | Non-album single              |
| "Patsergedrag" (Sevn Alias met Lil' Kleine en Boef)                              | 2017 | 1                      | 9                      | 21                     | —                      | —                      | NVPI: 3x Platina             | Picasso                       |
| "Hoe Laat" (Mafe)                                                                | 2017 | —                      | —                      | —                      | —                      | —                      |                              | Non-album single              |
| "Nullen" (Mr. Polska met Josylvio en Yung Nnelg)                                 | 2017 | —                      | —                      | —                      | —                      | —                      |                              | Non-album single              |
| "Blijf Bij Mij" (Ronnie Flex en Maan)                                            | 2017 | 1                      | 2                      | tip9                   | —                      | —                      | NVPI: 2x Platina             | Non-album single              |
| "Hop hop hop" (Mr. Polska en Lil' Kleine)                                        | 2018 | 29                     | —                      | tip28                  | —                      | —                      |                              | Non-album single              |
| "Antwoord" (Boef)                                                                | 2018 | 1                      | —                      | 25                     | —                      | —                      | NVPI: Platina                | Non-album single              |
| "One time" (SFB met Ronnie Flex)                                                 | 2018 | 7                      | —                      | tip                    | —                      | —                      | NVPI: Platina                | Reset The Levels 3            |
| "Slimme Jongen" (Soufiane Eddyani)                                               | 2018 | —                      | —                      | —                      | —                      | —                      |                              | Non-album single              |
| "Smiechtenhok" (Mr. Polska met Donnie)                                           | 2018 | —                      | —                      | —                      | —                      | —                      |                              | Non-album single              |
| "Beng" ($hirak met SBMG)                                                         | 2018 | 20                     | —                      | —                      | —                      | —                      | NVPI: Goud                   | Non-album single              |
| "Gedrag" (SBMG met Lil' Kleine)                                                  | 2018 | 3                      | —                      | tip15                  | —                      | —                      | NVPI: Platina                | Metro 53                      |
| "DM's" ($hirak met Adje, Josylvio en 3robi)                                      | 2018 | 44                     | —                      | —                      | —                      | —                      |                              | Non-album single              |
| "Fan" (Ronnie Flex en Famke Louise)                                              | 2018 | 1                      | 4                      | 48                     | —                      | —                      |                              | Non-album single              |
| "Amsterdam Marrakech" (Ali B met Ahmed Chawki, Soufiane Eddyani en Brahim Darri) | 2018 | 71                     | —                      | —                      | —                      | —                      |                              | Non-album single              |
| "Only One" (Darryl)                                                              | 2018 | —                      | —                      | —                      | —                      | —                      |                              | Non-album single              |
| "Misfit" (Mr. Polska)                                                            | 2018 | —                      | —                      | —                      | —                      | —                      |                              | De Sloper EP                  |
| "De Rekening" (Kid de Blits met Mr. Polska en $hirak)                            | 2018 | —                      | —                      | —                      | —                      | —                      |                              | Iglesias                      |
| "Miljonair" ($hirak met SBMG, Ronnie Flex, Lil' Kleine en Boef)                  | 2018 | 1                      | 6                      | 25                     | —                      | —                      | NVPI: 2x Platina             | Non-album single              |
| "Maria" (Bizzey en Ronnie Flex met $hirak)                                       | 2018 | 10                     | —                      | tip                    | —                      | —                      |                              | Non-album single              |
| "Mag het ff lekker gaan" (Sevn Alias met Josylvio)                               | 2018 | 7                      | —                      | tip26                  | —                      | —                      | NVPI: Goud                   | Recasso                       |
| "Money Komt Money Gaat" (Josylvio)                                               | 2018 | 17                     | —                      | —                      | —                      | —                      |                              | Hella Cash                    |
| "My Money" ($hirak met Bokoesam, Bizzey en Dopebwoy)                             | 2018 | 36                     | —                      | tip                    | —                      | —                      | NVPI Goud                    | Non-album single              |
| "Jacin" (Jacin Trill met $hirak)                                                 | 2018 | 62                     | —                      | tip                    | —                      | —                      |                              | Jacin                         |
| "Niet Meer Leven" (Jacin Trill met $hirak)                                       | 2018 | 82                     | —                      | —                      | —                      | —                      |                              | Jacin                         |
| "Fils De Pute" ($hirak met Mula B)                                               | 2018 | 83                     | —                      | —                      | —                      | —                      |                              | Non-album single              |
| "Mijn Schuld" (Bokoesam)                                                         | 2018 | 61                     | —                      | —                      | —                      | —                      | NVPI: Platina                | Nachtvlinder                  |
| "Jongvolwassen" (Mario Cash met JoeyAK)                                          | 2018 | —                      | —                      | —                      | —                      | —                      |                              | Exclusive                     |
| "Resistance" (The Boy Next Door en Kevin Lyttle met $hirak)                      | 2018 | —                      | —                      | —                      | —                      | —                      |                              | Non-album single              |
| "Smalltalk" (Remoe met $hirak)                                                   | 2019 | —                      | —                      | —                      | —                      | —                      |                              | Smalltalk                     |
| "Allang al niet meer" (Boef)                                                     | 2019 | 1                      | —                      | 45                     | —                      | —                      | NVPI: Goud                   | Non-album single              |
| "Het geluid" (Lil' Kleine)                                                       | 2019 | 2                      | —                      | tip20                  | —                      | —                      | NVPI: Goud                   | Jongen van de straat          |
| "Guap" (Boef met Dopebwoy)                                                       | 2019 | 1                      | —                      | 47                     | —                      | —                      | NVPI: Platina                | Non-album single              |
| "Vol" (Lil' kleine)                                                              | 2019 | 22                     | —                      | tip                    | —                      | —                      |                              | Non-album single              |
| "3-0" (Jantje)                                                                   | 2019 | —                      | —                      | —                      | —                      | —                      |                              | Non-album single              |
| "4 life" (Jonna Fraser met Lil' Kleine)                                          | 2019 | 10                     | —                      | tip                    | —                      | —                      | NVPI: Platina                | Calma                         |
| "Bounce Back" (Latifah)                                                          | 2019 | 74                     | —                      | —                      | —                      | —                      |                              | Van Een Meisje Naar Een Vrouw |
| "Smeh" (Kempi)                                                                   | 2019 | —                      | —                      | —                      | —                      | —                      |                              | Non-album single              |
| "Girl" (Yung Nnelg met Idaly)                                                    | 2019 | —                      | —                      | —                      | —                      | —                      |                              | Non-album single              |
| "Rudebwoy" (Jiri11 met Caza en Kempi)                                            | 2019 | —                      | —                      | —                      | —                      | —                      |                              | Non-album single              |
| "Haat" (Josylvio)                                                                | 2019 | 26                     | —                      | tip                    | —                      | —                      |                              | Gimma                         |
| "Drip" (Jantje)                                                                  | 2019 | —                      | —                      | —                      | —                      | —                      |                              | Non-album single              |
| "Tendemi So" (Lens met Devi Dev en Jaido)                                        |      | —                      | —                      | —                      | —                      | —                      |                              | Non-album single              |
| "Voor Je Deur" (Jantje met Jiri11)                                               | 2020 | —                      | —                      | —                      | —                      | —                      |                              | Non-album single              |
| "Maribomba" (Lens met Devi Dev)                                                  | 2020 | —                      | —                      | —                      | —                      | —                      |                              | Non-album single              |
| "Laat" ($hirak en Bokoesam)                                                      | 2020 | —                      | —                      | —                      | —                      | —                      |                              | Go Go Club Volume 1           |
| "Bumpa 2 Bumpa" ($hirak en Bokoesam)                                             | 2020 | —                      | —                      | —                      | —                      | —                      |                              | Go Go Club Volume 1           |
| "Boring Girl" ($hirak en Bokoesam)                                               | 2020 | —                      | —                      | —                      | —                      | —                      |                              | Go Go Club Volume 1           |
| "Joanne" (Lil' Kleine)                                                           | 2020 | 13                     | —                      | tip                    | —                      | —                      |                              | Jongen Van De Straat          |
| "Jongen van de straat" (Lil' Kleine)                                             | 2020 | 2                      | 32                     | tip9                   | —                      | —                      |                              | Jongen Van De Straat          |
| "Vandaan" (Lil' Kleine met Ronnie Flex)                                          | 2020 | 5                      | —                      | —                      | —                      | —                      |                              | Jongen Van De Straat          |
| "Chocolate Body" (Chivv met Jonna Fraser)                                        | 2020 | 57                     | —                      | —                      | —                      | —                      |                              | UN4GETTABLE NIGHTS            |
| "Profiteren" (Henkie T met Kevin)                                                | 2020 | 38                     | —                      | —                      | —                      | —                      |                              | Netwerk                       |
| "Treinstation" (Boef)                                                            | 2020 | 1                      | —                      | 48                     | —                      | —                      |                              | Allemaal Een Droom            |
| "Langzaam" (Kevin met Lijpe)                                                     | 2020 | 9                      | —                      | tip                    | —                      | —                      |                              | Animal Stories                |
| "Mocro sh*t" (Ashafar)                                                           | 2020 | 20                     | —                      | tip20                  | —                      | —                      |                              | Mocrosh*t                     |
| "Whine" (The Boy Next Door met Feliciana en Demarco)                             | 2020 | —                      | —                      | —                      | —                      | —                      |                              | Non-album single              |
| "Spiritual" ($hirak met Henkie T, ADF Samski en Boef)                            | 2020 | 21                     | —                      | tip                    | —                      | —                      |                              | Nog te verschijnen            |
| "Allemaal Zo Zijn" ($hirak met Kevin en Lijpe)                                   | 2020 | 38                     | —                      | —                      | —                      | —                      |                              | Nog te verschijnen            |
| "Kid Van Capelle" (Lens)                                                         | 2020 | —                      | —                      | —                      | —                      | —                      |                              | Nog te verschijnen            |
| "Geen Love" (Jantje)                                                             | 2020 | —                      | —                      | —                      | —                      | —                      |                              | Nog te verschijnen            |
| "Demons &Goblins" (Lens)                                                         | 2020 | —                      | —                      | —                      | —                      | —                      |                              | Nog te verschijnen            |
| "Samen Blijven" (Jantje)                                                         | 2020 | —                      | —                      | —                      | —                      | —                      |                              | Nog te verschijnen            |
| "Phantom" (Lens)                                                                 | 2021 | —                      | —                      | —                      | —                      | —                      |                              | Nog te verschijnen            |
| "Geen hype" (JoeyAK met Lil' Kleine en Kevin)                                    | 2021 | 7                      | —                      | tip                    | —                      | —                      |                              | Bodemboy                      |

## Non-singles met hitnotering
| Titel                                                            | Jaar | Piekpositie hitlijsten | Piekpositie hitlijsten | Onderscheidingen | Album                |
| Titel                                                            | Jaar | NL                     | FRA                    | Onderscheidingen | Album                |
| Titel                                                            | Jaar | 100                    | 100                    | Onderscheidingen | Album                |
| ---------------------------------------------------------------- | ---- | ---------------------- | ---------------------- | ---------------- | -------------------- |
| "Bel Me Op" (Lil' Kleine met Ronnie Flex)                        | 2016 | 9                      | —                      |                  | WOP!                 |
| "Stripclub" (Lil' Kleine met Ronnie Flex)                        | 2016 | 15                     | —                      |                  | WOP!                 |
| "Mist en Regen" (Lil' Kleine met Ronnie Flex)                    | 2016 | 16                     | —                      |                  | WOP!                 |
| "Bericht" (Lil' Kleine met Frenna)                               | 2016 | 14                     | —                      |                  | WOP!                 |
| "Zoveel" (Lil' Kleine)                                           | 2016 | 22                     | —                      |                  | WOP!                 |
| "[Skit] Drank & drugs in de tweede kamer" (Lil' Kleine)          | 2016 | 35                     | —                      |                  | WOP!                 |
| "Zonder Reden" (Lil' Kleine met Ronnie Flex)                     | 2016 | 21                     | —                      |                  | WOP!                 |
| "Zeg Dat Niet (Jack $hirak Remix)" (Lil' Kleine met Ronnie Flex) | 2016 | 18                     | —                      |                  | WOP!                 |
| "Wejoow" (Boef met Lil' Kleine)                                  | 2017 | 6                      | —                      | NVPI: Platina    | Slaaptekort          |
| "Succesvol" (Lil' Kleine)                                        | 2017 | 13                     | —                      | NVPI: Platina    | Alleen               |
| "Commotie" (Lil' Kleine)                                         | 2017 | 15                     | —                      |                  | Alleen               |
| "Halen & Trekken" (Lil' Kleine met Jonna Fraser)                 | 2017 | 8                      | —                      |                  | Alleen               |
| "Liegen Voor Jou" (Lil' Kleine)                                  | 2017 | 10                     | —                      |                  | Alleen               |
| "Volume" (Lil' Kleine)                                           | 2017 | 17                     | —                      |                  | Alleen               |
| "Vliegtuig" (Lil' Kleine)                                        | 2017 | 21                     | —                      |                  | Alleen               |
| "Nooit Meer / Ooit Weer" (Lil' Kleine)                           | 2017 | 24                     | —                      |                  | Alleen               |
| "Wat Een Tijd Om Te Leven" (Lil' Kleine)                         | 2017 | 32                     | —                      |                  | Alleen               |
| "Jongens Van De Stad" (Lil' Kleine)                              | 2017 | 24                     | —                      |                  | Alleen               |
| "Gemaakt Voor Dit" (Lil' Kleine)                                 | 2017 | 23                     | —                      |                  | Alleen               |
| "Batterij" (Lil' Kleine met Hef)                                 | 2017 | 34                     | —                      |                  | Alleen               |
| "Opladen / Loslaten" (Lil' Kleine)                               | 2017 | 46                     | —                      |                  | Alleen               |
| "Jij & Ik" (Lil' Kleine)                                         | 2017 | 50                     | —                      |                  | Alleen               |
| "Laat Me" (Lil' Kleine)                                          | 2017 | 56                     | —                      |                  | Alleen               |
| "1.5" (Lil' Kleine)                                              | 2017 | 62                     | —                      |                  | Alleen               |
| "Loyaal Voor Het Spelletje 2" (Lil' Kleine met Heineken)         | 2017 | 75                     | —                      |                  | Alleen               |
| "Net iets meer" (Lil' Kleine met Bokoesam)                       | 2017 | 14                     | —                      |                  | Alleen               |
| "Strand" (Mula B met LouiVos)                                    | 2018 | 97                     | —                      |                  | Meesterplusser       |
| "Aangehouden Op Een Maandag" (Mula B met Sticks)                 | 2018 | 69                     | —                      |                  | Meesterplusser       |
| "6 Million Ways" (Sevn Alias)                                    | 2018 | 45                     | —                      |                  | Recasso              |
| "Palm Angels" (Jacin Trill met Ronnie Flex)                      | 2018 | 56                     | —                      |                  | Jacin                |
| "Amor" (Jonna Fraser met Frenna en $hirak)                       | 2018 | 35                     | —                      |                  | LION                 |
| "Des Flingues et Des Roses" (Niska)                              | 2020 | —                      | 26                     |                  | Mr. Sal              |
| "Zware Pas" (Lil' Kleine met Josylvio)                           | 2020 | 8                      | —                      |                  | Jongen Van De Straat |
| "Vergeten" (Boef met Bilal Wahib)                                | 2020 | 2                      | —                      |                  | Allemaal Een Droom   |

## Volledige productiediscografie

### 2014

#### Önder- Goeie Dingen EP
- 03. Dat Doen We Niet Meer (met Cartiez, Ronnie Flex en Jiggy Djé)
- 04. Ver Van Huis (met Mafe)
- 05. Niet Gehoord
- 06. Ze Weten Van Me (met Mafe, Hef en Ronnie Flex)
- 07. Wereldvrede

### 2015

#### New Wave
- 02. Hoog/Laag (Ronnie Flex, Idaly, Lil' Kleine, Jonna Fraser en Bokoesam)
- 03. Zeg Dat Niet (Ronnie Flex en Lil' Kleine)
- 04. Investeren In De Liefde (SFB, Ronnie Flex, Lil' Kleine en Bokoesam)
- 05. Vallen In De Club (Ronnie Flex, Cartiez, Jandro en Lijpe)
- 06. 43 (Bokoesam, Lil' Kleine en D-Double)
- 08. No Go Zone (Bokoesam, Def Major, Lil' Kleine, Idaly, Jandro en Ronnie Flex)
- 10. Langste SMS (Frenna)
- 11. Drank & Drugs (Lil' Kleine en Ronnie Flex)
- 15. Nigga Als Ik (Ronnie Flex en SFB)
- 16. Dom Dom Dom (Lil' Kleine, Bokoesam en Cartiez)

#### Jonna Fraser -Alle Tijd
- 03. Ik Zag Je Staan (met Ronnie Flex en Idaly)

#### Lijpe -Levensles
- 03. Moeilijke Tijd / Blijf Bezig

#### Losse nummers
- Murda - In De Wissel
- Nega - Haasten (met Bokoesam en Aleksanduhr)
- Travis Mills - Don't Need Much

### 2016

#### Lil Kleine -WOP!
- 01. Mist & regen (met Ronnie Flex)
- 02. Bericht (met Frenna)
- 03. Bel Me Op (met Ronnie Flex)
- 04. Stripclub (met Ronnie Flex)
- 05. Zoveel
- 06. Niet Omdat Het Moet (met Ronnie Flex)
- 07. Zonder Reden (met Ronnie Flex)
- 08. (SKIT) Drank & Drugs in de Tweede Kamer
- 09. 1, 2, 3 (met Ronnie Flex)
- 10. Zeg Dat Niet (met Ronnie Flex) - Jack $hirak Remix
- 11. Goud

#### Broederliefde-Hard Work Pays Off 2
- 07. Jungle

#### Murda -We Doen Ons Best
- 12. Fine$$e (met Ali B)

#### Def Major -De Jeugd EP
- 01. Vallen Vandaag
- 02. De Jeugd (met Bokoesam, Henkie T en Jonna Fraser)
- 03. De Striets Zijn Diep (met Lijpe)
- 04. Telefoon Uit (met Cartiez)
- 05. Altijd Hier

#### Jebroer-ELF11
- 06. Vreemde Vogel (met Glen Faria en $hirak)

#### Ali B-Een Klein Beetje Geluk
- 02. Gekke Kleine Jongen (met Glen Faria)
- 03. Een Klein Beetje Geluk (met Boef en Sevn Alias)
- 04. Dat Is Money (met Ronnie Flex)
- 05. Pimp Ze (met Mr. Polska en Willie Wartaal)
- 06. Douane (met Adje, Josylvio en Sevn Alias)
- 08. Laten Vallen (met Jandro en Idaly)
- 09. Mensen Redden (met Lijpe en Kenny B)
- 10. Waarheid Op Straat (met Glen Faria)
- 12. Glimp Van De Duivel (met Nielson)
- 13. Als Ik Met Je Ben (met Ronnie Flex en I Am Aïsha)

#### Kid De Blits-Safehouse EP
- 04. Adios Amigo (met Def Major)
- 07. Oost West (met Idaly, Def Major, Murda en Ronnie Flex)
- 09. Vliegtuigmodus

#### Hef-Ruman
- 13. Rijk
- 14. Bijna (met Lil Kleine)

#### Losse nummers
- Maan - Ride It
- Maan & $hirak - DJ
- Murda - Niet Zo (met Ronnie Flex) - DJ DYLVN Remix
- Wild Belle - Our Love Will Survive
- Bollebof - Ik Beloof Je
- Mafe - Niet Van Mij Alleen (met Boef)
- Faustix - Come Closer (met David Jay) - $hirak Remix
- Lil' Kleine & Ronnie Flex - Stoff und Schnaps
- Lil' Kleine - Vakantie
- Lil' Kleine - Ff Nieuwe Sannie Halen (met Mula B)
- Bizzey - Lekker Lekker (met Jonna Fraser)
- Lil' Kleine - 1, 2, 3 - Auf Deutsch!

### 2017

#### Boef -Slaaptekort
- 13. Wejoow (met Lil' Kleine)

#### ĀDïKA -Eighteen
- 01. Slay

#### Bokoesam -Solo
- 02. Zoveel Leven
- 11. Blijf Varen
- 14. 4 Hoog (met Mr. Polska en Willie Wartaal)

#### Lil' Kleine -Alleen
- 01. Volume
- 02. Allen
- 03. Halen & Trekken (met Jonna Fraser)
- 04. Succesvol
- 05. Krantenwijk (met Boef)
- 06. Commotie
- 07. Liegen Voor Jou
- 08. Wat Een Tijd Om Te Leven
- 09. Kleine Jongen
- 10. Nooit Meer / Ooit Weer
- 11. Vliegtuig
- 12. Loyaal Voor Het Spelletje (met Heinek'n)
- 13. Opladen / Loslaten
- 14. Loterij (met Ronnie Flex)
- 15. Jongens Van De Stad
- 16. Gemaakt Voor Dit
- 17. Net Iets Meer (met Bokoesam)
- 18. Batterij (met Hef)
- 19. Jij & Ik
- 20. Laat Me
- 21. 1.5

#### Sevn Alias -Picasso
- 10. Patsergedrag (met Lil' Kleine en Boef)

#### Losse nummers
- Pleun - What Hurts The Most - $hirak Remix
- Vinchenzo - Steady Love
- Sophia Ayana - If I Had Your Love
- Vinchenzo - Daily
- Mula B - Hyena (met Lijpe)
- Bokoesam & Emms - Omhoog / Away
- Soufiane Eddyani - Zina
- Mr. Polska - Nullen (met Josylvio en Yung Nnelg)
- Mafe - Hoe Laat
- Ronnie Flex & Maan - Blijf Bij Mij
- Jonna Fraser - My People (met Winne)

### 2018

#### SFB -Reset the Levels III
- 12. One Time (met Ronnie Flex)

#### Mula B -Meesterplusser
- 10. Aangehouden Op een Maandag (met Sticks)
- 12. Strand (met LouiVos)

#### SBMG -Metro 53
- 05. Gedrag (met Lil' Kleine)

#### Josylvio -Hella Cash (Deluxe)
- 15. Money Komt Money Gaat

#### Kid De Blits -Iglesias
- 11. De Rekening (met Mr. Polska en $hirak)

#### Not3s -Take Not3s II
- 04. Neverland

#### Sevn Alias -Recasso
- 04. 6 Million Ways
- 07. Mag Het ff Lekker Gaan (met Josylvio)

#### Bhad Bhaby-15
- 09. Count It (met $hirak)

#### Jacin Trill-Jacin
- 01. Jacin (met $hirak)
- 04. Instagram (met $hirak)
- 07. Palm Angels (met Ronnie Flex en $hirak)
- 10. Niet Meer Leven (met $hirak)

#### Mario Cash-Exclusive
- 07. Jongvolwassen (met JoeyAK)

#### Bazart-2
- 09. Niet Te Dichtbij / Côte à Côte (met Baloji)

#### Bokoesam -Nachtvlinder
- 12. Go Go Club (met Chivv)
- 13. Mijn Schuld

#### Jonna Fraser -LION
- 07. AMOR (met Frenna en $hirak)
- 14. WIE ZIJN SCHULD IS HET NOU EIGENLIJK?

Losse nummers
- Boef - ANTWOORD
- Mr. Polska & Lil' Kleine - Hop Hop Hop
- $hirak - Beng (met SBMG)
- Soufiane Eddyani - Slimme Jongen
- Ronnie Flex & Famke Louise - Fan
- Mr. Polska - Smiechtenhok (met Donnie)
- $hirak - DM's (met Adje, 3robi en Josylvio)
- Ali B - Amsterdam Marrakech (met Chawki, Soufiane Eddyani en Brahim Darri)
- Darryl - Only One
- $hirak - Miljonair (met SBMG, Boef, Ronnie Flex en Lil' Kleine)
- Bizzey & Ronnie Flex - Maria (met $hirak)
- $hirak - My Money (met Bokoesam, Bizzey en Dopebwoy)
- $hirak - Fils De Pute (met Mula B)
- The Boy Next Door - Resistance (met Kevin Lyttle en $hirak)

### 2019

#### Bokoesam -Nachtvlinder (Deluxe)
- 18. Bruk Down (met $hirak)

#### Latifah-Van Een Meisje Naar Een Vrouw
- 09. Bounce Back

#### Sevn Alias -Sirius
- 08. Baller Alert (met Ronnie Flex)

#### Josylvio -Gimma
- 11. Haat

#### Niska -Mr. Sal
- 19. Des Flingues et Des Roses

#### Mario Cash -Levenswijze
- 01. Levenswijze

Losse nummers
- Boef - Allang al niet meer
- Boef - Guap (met Dopebwoy)
- Jantje - 3-0
- Yung Nnelg - Girl (met Idaly)
- Kempi - Smeh
- Jiri11 - Rudebwoy (met Caza en Kempi)
- Jantje - Drip
- Lens - Tendemi so (met Devi Dev en Jaido)
- Jantje - Voor je deur (met Jiri11)
- Jonna Fraser - 4 life (met Lil' Kleine)
- Lil' Kleine - Het geluid
- Lil' Kleine - Vol
- Djaga Djaga -  Amor (met Jonna Fraser en $hirak)

### 2020

#### Bokoesam & $hirak -Go Go Club (Vol. 1)
- 01. Mijn Girl
- 02. Boring Girl
- 03. Bumpa 2 Bumpa
- 04. Laat
- 05. Inna Life
- 06. Systeem
- 07. Romance (met Sikka Rymes)
- 08. Nah Like Dat (met Leftside)

#### Lil' Kleine -Jongen Van De Straat
- 01. Cijfers
- 02. Kans (met Snelle)
- 03. Joanne
- 04. Zware Pas (met Josylvio)
- 06. Vandaan (met Ronnie Flex)
- 07. Ondersteboven
- 12. Heel Mijn Leven
- 15. Lío Zion
- 18. Het geluid
- 19. Even
- 21. Financieel Beleid
- 22. Jongen Van De Straat

#### Chivv -UN4GETTABLE NIGHTS
- 04. Chocolate Body (met Jonna Fraser)

#### Henkie T -Netwerk
- 02. Profiteren (met Kevin)

#### Boef -Allemaal Een Droom
- 01. Treinstation
- 09. Vergeten (met Bilal Wahib)
- 16. Kort Lontje

#### Ashafar-Mocrosh*t
- 07. Mocrosh*t
- 12. Back To Back (met KA)

#### Kevin -Animal Stories
- 03. RTL 7
- 14. Geen Sorry
- 15. Langzaam (met Lijpe)

#### Djaga Djaga -Chakutu
- 03. Amor (met Jonna Fraser en $hirak)

#### Jonna Fraser -Calma
- 05. 4 life (met Lil' Kleine)

Losse nummers
- Lens - Maribomba (met Devi Dev)
- The Boy Next Door - Whine (met Feliciana en DeMarco)
- $hirak - Spiritual (met Henkie T, ADF Samski en Boef)
- $hirak - Allemaal Zo Zijn (met Kevin en Lijpe)
- Lens - Kid Van Capelle
- Jantje - Geen Love
- Lens - Demons & Goblins
- Jantje - Samenblijven

### 2021

#### JoeyAK -Bodemboy
- 03. Geen Hype (met Lil' Kleine en Kevin)

#### Lil' Kleine -KLEINE
- 06. Droom (met Lijpe)
- 07. Goed zien (met Josylvio)

#### Esko -Feniks
- 02. Wat is wat (met KA en JoeyAK)

Losse nummers
- Lens - Phantom
- Lens & Zack Ink - Optie

### 2022

#### Jantje -Jonge Jongen Met Ambities (Vol. 1)
- 01. Champies In Parijs
- 03. Voorbij

#### Bilal Wahib -El Mehdi
- 14. Zolang Je Maar Weet

#### Lil' Kleine -Ibiza Stories
- 01. Ibiza Stories
- 02. Over (met Boef)
- 03. Jongens van plein (met JoeyAK)
- 04. Nog Een Dans
- 05. Bosmuis
- 06. Schaap & Citroen (met JoeyAK)
- 07. Wat Een Tijd Om Te Leven - Pt. 2
- 08. Dansen (met ADF Samski)
- 09. Lang (met Yssi SB)
- 10. Anders
- 11. No Cry (met Ronnie Flex)
- 12. Lockdown
- 13. Honderd ruggen
- 14. Lasten/Lusten

Losse nummers
- Christian D - Amsterdam (met $hirak, Brysa en Ashafar)